# Wendy Glenn
Wendy Glenn is een Britse actrice. Ze is de oudere zus van Samantha Glenn.